# Fever-Tree Championships 2019
Fever-Tree Championships 2019, známý pod tradičním názvem Queen's Club Championships 2019, byl tenisový turnaj pořádaný jako součást mužského okruhu ATP Tour, který se odehrával v Queen's Clubu na otevřených travnatých dvorcích. Probíhal mezi 17. až 23. červnem 2019 v britském hlavním městě Londýně jako čtyřicátý osmý ročník turnaje.
Turnaj s rozpočtem 2 219 150 eur patřil do kategorie ATP Tour 500. Nejvýše nasazeným v singlové soutěži se stal šestý hráč světa Stefanos Tsitsipas z Řecka. Jako poslední přímý účastník do hlavní soutěže dvouhry nastoupil 47. hráč žebříčku Francouz Jérémy Chardy.
Sedmý singlový titul na okruhu ATP Tour, a čtvrtý z trávy, vybojoval 37letý Španěl Feliciano López, který v Queen's Clubu triumfoval již v roce 2017. Premiérovou společnou trofej ze čtyřhry ATP si odvezl španělsko-britský pár Feliciano López a Andy Murray. Brit se deblovou soutěží vrátil na okruh po únorové operaci kyčle. López se stal prvním hráčem od Marka Philippoussise z roku 1997, který na londýnské události ovládl dvouhru i čtyřhru v jediném ročníku. Naposledy předtím obě soutěže jediného turnaje vyhrál Matteo Berrettini na Swiss Open Gstaad 2018.

## Rozdělení bodů a finančních odměn

### Rozdělení bodů
| Soutěž  | vítězové | finalisté | semifinalisté | čtvrtfinalisté | 16 v kole | 32 v kole | Q  | Q2 | Q1 |
| ------- | -------- | --------- | ------------- | -------------- | --------- | --------- | -- | -- | -- |
| dvouhra | 500      | 300       | 180           | 90             | 45        | 0         | 20 | 10 | 0  |
| čtyřhra | 500      | 300       | 180           | 90             | 0         | —         | —  | —  | —  |

### Finanční odměny
| Soutěž                                | vítězové | finalisté | semifinalisté | čtvrtfinalisté | 16 v kole | 32 v kole | Q2     | Q1     |
| ------------------------------------- | -------- | --------- | ------------- | -------------- | --------- | --------- | ------ | ------ |
| dvouhra                               | €429 955 | €215 940  | €108 965      | €57 260        | €28 620   | €15 830   | €6 090 | €3 045 |
| čtyřhra                               | €135 090 | €66 130   | €33 170       | €17 020        | €8 790    | —         | —      | —      |
| částky ve čtyřhře jsou uvedeny na pár |          |           |               |                |           |           |        |        |

## Dvouhra

### Nasazení hráčů
| Země                           | Hráč                  | ATP | Nasazení |
| ------------------------------ | --------------------- | --- | -------- |
| Řecko                          | Stefanos Tsitsipas    | 6.  | 1.       |
| Jižní Afrika                   | Kevin Anderson        | 8.  | 2.       |
| Argentina                      | Juan Martín del Potro | 12. | 3.       |
| Rusko                          | Daniil Medveděv       | 13. | 4.       |
| Chorvatsko                     | Marin Čilić           | 15. | 5.       |
| Kanada                         | Milos Raonic          | 18. | 6.       |
| Švýcarsko                      | Stan Wawrinka         | 19. | 7.       |
| Kanada                         | Félix Auger-Aliassime | 21. | 8.       |
| Žebříček ATP k 10. červnu 2019 |                       |     |          |

### Jiné formy účasti na turnaji
Následující hráči obdrželi divokou kartu do hlavní soutěže:
- Jay Clarke
- Daniel Evans[6]
- Feliciano López

ásledující hráč obdržel do dvouhry zvláštní výjimku:
- Adrian Mannarino

Následující hráči postoupili z kvalifikace:
- Aljaž Bedene
- Alexandr Bublik
- Nicolas Mahut
- James Ward

Následující hráč postoupil z kvalifikace jako tzv. šťastný poražený:
- Roberto Carballés Baena

### Odhlášení
před začátkem turnaje
- Adrian Mannarino → nahradil jej  Roberto Carballés Baena

v průběhu turnaje
- Juan Martín del Potro

## Čtyřhra

### Nasazení párů
| Země                                                                       | Hráč                 | Země      | Hráč         | ATP | Nasazení |
| -------------------------------------------------------------------------- | -------------------- | --------- | ------------ | --- | -------- |
| Kolumbie                                                                   | Juan Sebastián Cabal | Kolumbie  | Robert Farah | 10. | 1.       |
| Chorvatsko                                                                 | Mate Pavić           | Brazílie  | Bruno Soares | 23. | 2.       |
| Finsko                                                                     | Henri Kontinen       | Austrálie | John Peers   | 32. | 3.       |
| USA                                                                        | Bob Bryan            | USA       | Mike Bryan   | 37. | 4.       |
| Žebříček ATP k 10. červnu 2019; číslo je součtem umístění obou členů páru. |                      |           |              |     |          |

### Jiné formy účasti
Následující páry obdržely divokou kartu do hlavní soutěže:
- Luke Bambridge /  Jonny O'Mara
- Daniel Evans /  Ken Skupski

Následující pár postoupil z kvalifikace:
- Jérémy Chardy /  Fabrice Martin

Následující pár postoupil do čtyřhry jako tzv. šťastný poržený:
- Robert Lindstedt /  Artem Sitak

### Odhlášení
před začátkem turnaje
- Juan Martín del Potro

## Přehled finále

### Mužská dvouhra
- Feliciano López vs.  Gilles Simon,  6–2, 6–7(4–7), 7–6(7–2)

### Mužská čtyřhra
- Feliciano López /  Andy Murray vs.  Rajeev Ram /  Joe Salisbury, 7–6(8–6), 5–7, [10–5]